# Bengt Asplund
Bengt Gunnar Asplund (Säffle, 30 de março de 1957) é um ex-ciclista de estrada sueco. Asplund competiu na prova de 100 km contrarrelógio por equipes nos Jogos Olímpicos de Verão de 1980 e 1984, terminando respectivamente na décima segunda e quinta posição.